# Józefinowo (powiat pilski)
Józefinowo – osada w Polsce położona w województwie wielkopolskim, w powiecie pilskim, w gminie Łobżenica. Miejscowość wchodzi w skład sołectwa Ferdynandowo.
W latach 1975–1998 miejscowość administracyjnie należała do województwa pilskiego.